# Alì Babà (film 1970)
Alì Babà è un film del 1970 diretto da Giulio Gianini e Emanuele Luzzati.

## Trama
Dall'omonimo racconto de Le mille e una notte un cartone animato pieno di avventure e magia.
Alì Babà è il condottiero di quaranta tagliagole che s'intrufolano a Baghdad per compiere le loro scorrerie e poi portarle in una segreta caverna piena di gioielli e diademi che si apre solo con una frase magica.